# Vervezelle
Vervezelle ist eine französische Gemeinde mit 117 Einwohnern (1. Januar 2022) im Département Vosges in der Region Grand Est. Sie gehört zum Arrondissement Saint-Dié-des-Vosges (bis 2024 Arrondissement Épinal) und zum Gemeindeverband Bruyères-Vallons des Vosges. Mit 1,91 km² gehört Vervezelle zu den fünf kleinsten Gemeinden des Départements Vosges.

## Geografie

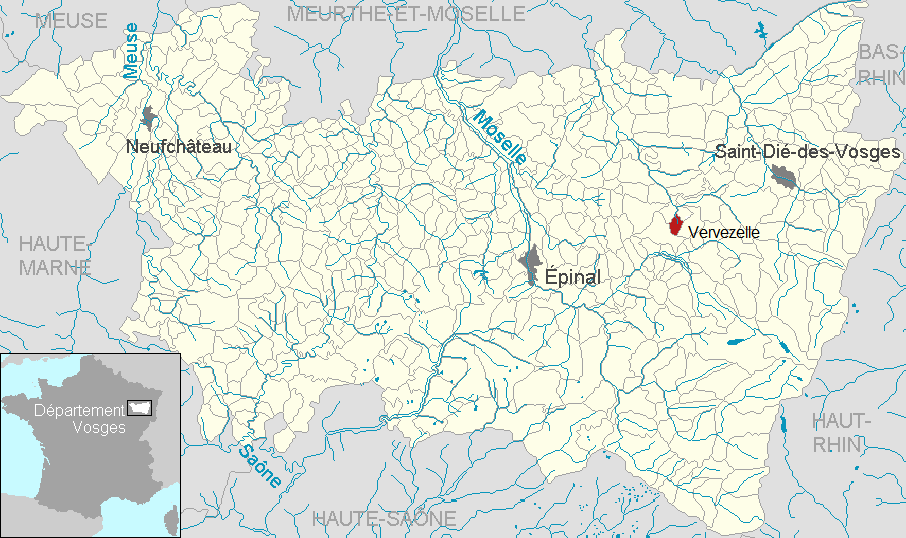
Lage der Gemeinde Vervezelle im Département Vosges

Die landwirtschaftlich geprägte Gemeinde Vervezelle liegt in den westlichen Ausläufern der Vogesen, etwa auf halbem Weg zwischen Saint-Dié und Épinal.
Die Mitte des kleinen Gemeindegebietes bildet ein Becken, das von hier zusammenfließenden Bächen (Ruisseau de Moxené, Ruisseau de l’Avison) geschaffen wurde. Nach Norden öffnet das Becken zum Abfluss der Bäche in Richtung Mortagne. An den Rändern des kleinen Beckens erheben sich teilweise markante Berge, so der 444 m hohe Haut de Belmont im Nordosten, der 502 m hohe Petit Avison im Süden und ein 517 m hoher Nebengipfel des Ponthaie im Westen. Die Höhen rund um Vervezelle sind bewaldet, im und um die Siedlung herrscht Weide- und Ackerland vor.
Die Siedlung Vervezelle besteht aus Weilern, die im Lauf der Jahre zusammengewachsen sind, ein ausgeprägter Dorfkern existiert nicht. Die Häuser der Weiler Béthicourt, Rupt Jacqout und Dessous la Petite Avison gruppieren sich locker um zwei Straßen, die X-förmig zueinander stehen. Darüber hinaus bestehen mehrere verstreut liegende Einzelhöfe.
Nachbargemeinden von Vervezelle sind Domfaing im Nordosten, Belmont-sur-Buttant im Osten, Bruyères im Südwesten sowie Brouvelieures im Nordwesten.

## Bevölkerungsentwicklung
| Jahr                       | 1962 | 1968 | 1975 | 1982 | 1990 | 1999 | 2006 | 2012 | 2022 |
| -------------------------- | ---- | ---- | ---- | ---- | ---- | ---- | ---- | ---- | ---- |
| Einwohner                  | 57   | 64   | 96   | 109  | 128  | 124  | 144  | 132  | 117  |
| Quellen: Cassini und INSEE |      |      |      |      |      |      |      |      |      |

Im Jahr 1946 wurde mit 59 Bewohnern die bisher geringste Einwohnerzahl ermittelt. Die Zahlen basieren auf den Daten von cassini.ehess und INSEE.

## Sehenswürdigkeiten
Die Pfarrkirche St. Laurentius (Saint-Laurent) wurde für die drei Gemeinden Domfaing, Belmont-sur-Buttant und Vervezelle auf dem Haut de Belmont errichtet. Sie befindet sich zwar auf dem Gemeindegebiet von Domfaing, liegt aber Vervezelle am nächsten.

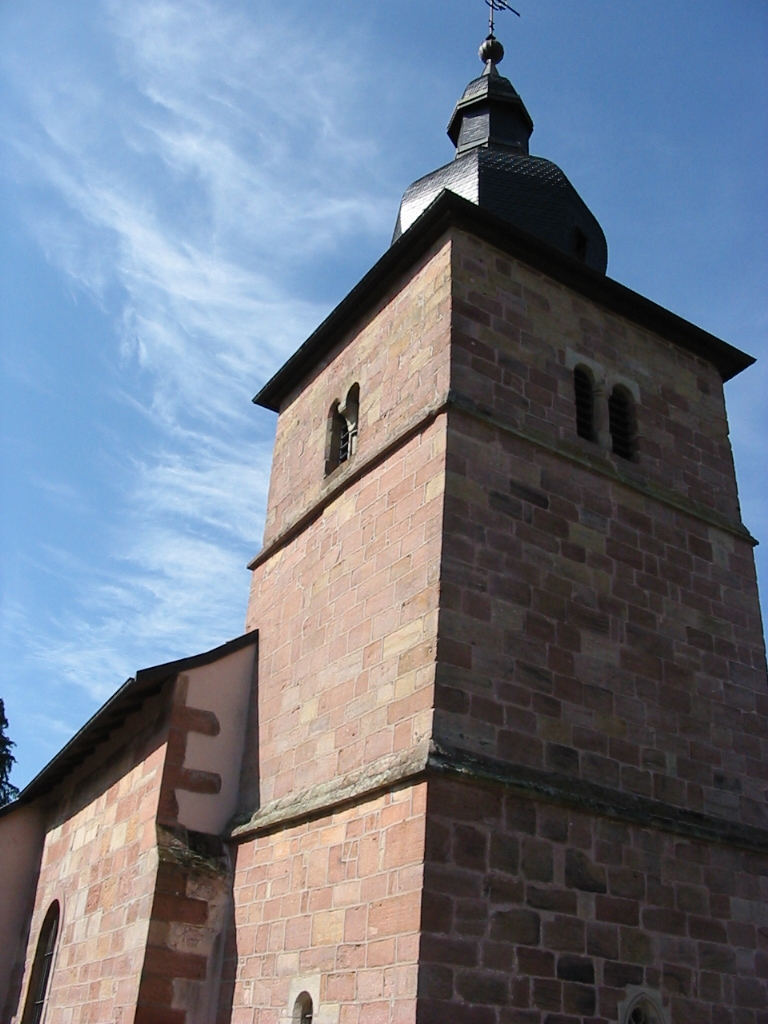
Turm der Kirche St. Laurentius

## Wirtschaft und Infrastruktur
In der Gemeinde sind vier Landwirtschaftsbetriebe ansässig (Milchviehhaltung, Pferdezucht).
Unmittelbar westlich von Vervezelle verläuft die Fernstraße D 420 von Épinal nach Saint-Dié. Der zweieinhalb Kilometer südlich gelegene Bahnhof in Bruyères liegt an der Bahnstrecke Arches–Saint-Dié.

## Belege
1. ↑  Vervezelle auf cassini.ehess
2. ↑  Vervezelle auf INSEE
3. ↑  Landwirtschaftsbetriebe auf annuaire-mairie.fr (französisch)